# Jean Jullien (dramaturge)
Pour les articles homonymes, voir Jean Jullien et Jullien.
Jean-Thomas-Édouard Jullien, dit Jean Jullien, est un dramaturge, théoricien et critique de théâtre français né le 4 décembre 1854 à Lyon et mort le 3 septembre 1919 à Ville-d'Avray,.

## Œuvres

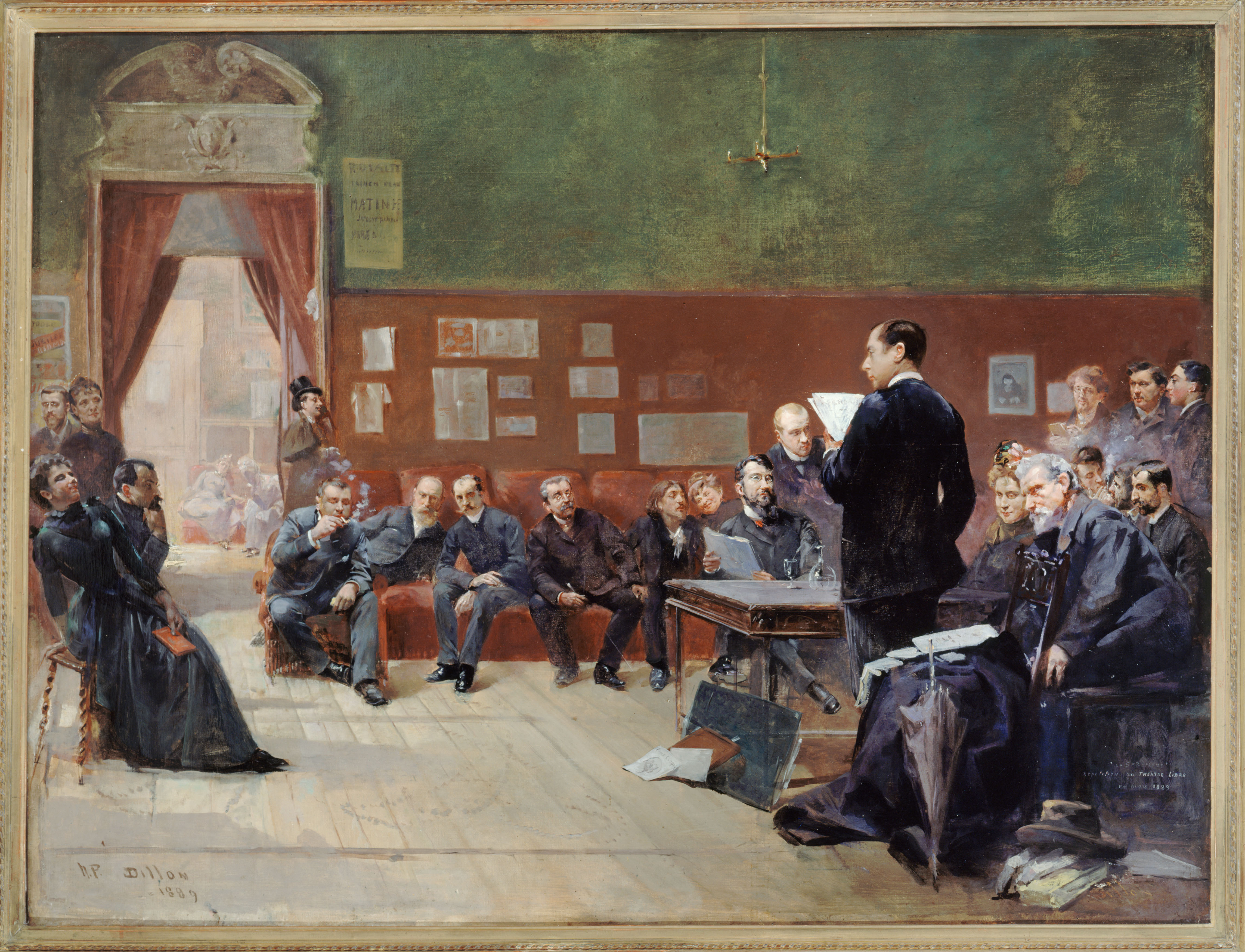
Répétition de La Sérénade au Théâtre-Libre.

- Jean Jullien, Perdreau et papillon, conte provençal, Cluny, impr. de J.-M. Demoule, 1885, 16 p. (BNF 30667796)
- Jean Jullien, Trouble-cœur, Paris, Tresse et Stock, 1886, 289 p. (BNF 30667801)
- Jean Jullien, La Sérénade, Paris, Tresse et Stock, 1888, 85 p. (BNF 30667799)
- Jean Jullien, L'Échéance, Paris, impr. F. Imbert, 1890, 72 p. (BNF 38676698)
- Jean Jullien, La mer, Paris, Odéon-Théâtre de l'Europe, 1891 (BNF 39459666)
- Georges Bourdon (préf. Jean Jullien), La résurrection d'un art. Le théâtre grec moderne., Paris, aux bureaux de la “Revue d'art dramatique”, 1892, 123 p. (BNF 30144666)
- Jean Jullien, Le théâtre vivant : essai théorique et pratique, Paris, G. Charpentier et E. Fasquelle, 1892-1896, 462 p. (BNF 30667800)
- Jean Jullien, La Vie sans lutte, Paris, Bibliothèque artistique et littéraire, 1892, 187 p. (BNF 30667802)
- Adrien Hanotelle (préf. Jean Jullien), Le sixième acte de Ruy-Blas, Paris, E. Dentu, 1893, 56 p. (BNF 41891437)
- Adolphe Thalasso (préf. Jean Jullien), L'art, Paris, A. Lemerre, 1894, 93 p. (BNF 31448914)
- Jean Jullien, « Le Théâtre moderne et l'influence étrangère », La Revue encyclopédique,‎ 11 avril 1896 (BNF 38705531)
- Jean Jullien, Les Petites comédies, Paris, V. Villerelle, 1900, 242 p. (BNF 30667797)
- Jean Jullien et Henry Bérenger (préf. Lucien Muhlfeld), Henry Bauer : Un libre esprit, Tours, impr. de E. Arrault, 1901, 46 p. (BNF 30667792)
- Jean Jullien, Les Corbeaux. La Parisienne, Paris, éd. de la Plume, 1902, 295 p. (BNF 38669315)
- Jean Jullien, L'Écolière, Paris, P. V. Stock, 1902, 187 p. (BNF 38676704)
- Jean Jullien, La Poigne, Paris, P. V. Stock, 1902, 178 p. (BNF 38676702)
- Rodolphe Lothar (trad. Robert de Machiels, préf. Jean Jullien), Arlequin-roi, Paris, P. Ollendorff, 1903, 140 p. (BNF 30835643)
- Jean Jullien, « En Paradis », Les annales de la Jeunesse Laïque,‎ 1903 (BNF 38763208)
- Jean Jullien, La Mineure, Paris, P.-V. Stock, 1903, 29 p. (BNF 30667794)
- Hector Fleischmann (préf. Jean Jullien), M. de Burghraeve : homme considérable, Liège, L'Édition artistique, 1904, 28 p. (BNF 37161934)
- Jean Jullien, L'Oasis, Paris, E. Fasquelle, 1904, 155 p. (BNF 30667795)
- Jean Jullien, Les Plumes de geai, Paris, Pierre Lafitte, 1906, 42 p. (BNF 38763206)
- Jean Jullien, Enquête sur le monde futur, Paris, E. Fasquelle, 1909, 311 p. (BNF 30667791)
- Adolphe Thalasso (préf. Jean Jullien), Le Théâtre libre, Paris, Mercure de France, 1909, 301 p. (BNF 44004943)
- Edmond Missa, Jean Jullien et André Alexandre, Cyprienne, Paris, L. Grus, 1910, 227 p. (BNF 43159080)
- Jean Jullien, « Le Maître », Les Heures littéraires illustrées,‎ 5 août 1910 (BNF 38676699)
- Jean Jullien, « Le Plaignot », Touche à tout,‎ 15 mars 1911 (BNF 38676713)
- Jean Jullien, « Mick et Lip », Lectures pour tous,‎ juillet 1912 (BNF 38676710)
- Jean Jullien, « La Belle affaire », l'Echo du théâtre et de la Musique,‎ 12 janvier 1913 (BNF 38676711)
- Jean Jullien, « Le Champ libre », Comoedia,‎ 1er septembre 1913 (BNF 38676712)
- Jean Jullien, « Mélancholia », L'Oeuvre,‎ 1913 (BNF 43996250)
- Charles Vogel et A. Coumryantz (préf. Jean Jullien), Le peuple qui souffre : l'Arménie, ses origines, son passé, son avenir ?, Paris, Dorbon aîné, 1917, 110 p. (BNF 31597708)
- Fernand Le Borne, Jean Jullien et André Alexandre, Néréa, Paris, Choudens, 1926 (BNF 43099584)

## Hommage
Une rue porte son nom à Lyon ainsi qu'à Ville-d'Avray.